# Daule kanton
Daule kanton Ecuador csendes-óceáni partvidékén található, Guayas tartomány északi részén. Közigazgatási központja Daule. A kanton népessége a 2001-es népszámlálás adatai alapján 85 148 fő volt.

## Fordítás
Ez a szócikk részben vagy egészben  a   Daule Canton című angol Wikipédia-szócikk ezen változatának fordításán alapul.  Az eredeti cikk szerkesztőit annak laptörténete sorolja fel. Ez a jelzés csupán a megfogalmazás eredetét és a szerzői jogokat jelzi, nem szolgál a cikkben szereplő információk forrásmegjelöléseként.